# Беляев, Михаил Николаевич
Михаил Николаевич Беляев (5 августа 1868 — 8 октября 1920) — русский генерал-майор, герой Первой мировой войны.

## Биография
Михаил Николаевич родился в семье военного, отец генерал-майор Николая Михайловича Беляева (11.11.1834—23.10.1904), мать Екатерина Георгиевна Беляева (Любушина). Являлся дворянином и православным.
Учился в кадетском корпусе. На службу поступил 31 августа 1887 года. Окончил Михайловское артиллерийское училище, а также окончил Николаевскую академию Генерального штаба (2 класс по 1-му разряду).
9 августа 1888 года было присвоено звание подпоручика, 9 августа 1892 года звание поручика, 28 июля 1896 года уже штабс-капитан, 28 июля 1900 года присвоено звание капитана. Был командиром 4-й батареи 41-й артиллерийской бригады в 28.08.1908-17.07.1909 годах. Звание подполковника присвоено 20 августа 1908 года. Был помощником начальника отделения Главного артиллерийского управлении в 17.07.1909-01.06.1910 годах. Затем был командиром 3-й батареи 23-й артиллерийской бригады в 01.06.1910-15.06.1913 годах, после был штаб-офицером для поручений при Главном артиллерийском управлении в 15.06.1913-26.07.1914 годах. 5 октября 1913 года присвоено звание полковника за отличие.
Был командиром 1-го дивизиона 11-й артиллерийской бригады с 26 июля 1914 года.
9 марта 1915 года  за храбрость был награждён Георгиевским оружием:
За то, что в бою у деревни Красное 14 августа 1914 года, в сфере действительного артиллерийского и ружейного огня противника, отлично выбрал и занял позицию и своим огнем много содействовал как успешности отражения атаки неприятеля, так и овладению железнодорожным узлом у м. Красное.
Командовал 2-й Особой артиллерийской бригадой Экспедиционного корпуса Русской армии во Франции. Звание генерал-майора присвоено 28 апреля 1917 года
Руководил частями направленными для усмирения лагеря Ля-Куртин в сентябре 1917 года.
В ноябре 1917 года был направлен на Македонском фронте, куда была переброшена и 2-я Особая артиллерийская бригада. Служил в Добровольческой армии генерала А. И. Деникина, где был обвинён генералом И. П. Романовским в симпатиях к большевикам и отправлен на восток страны. В армии Директории 15 ноября 1918 года был зачислен в резерв чинов при ставке, затем состоял в резерве чинов при штабе Омского военного округа с июля 1919 года. 4 августа 1919 года стал временным исполняющим должности инспектора артиллерии Уральской группы, затем — 3-й армии, временно командующий 11-й Уральской стрелковой дивизией с 15 сентября 1919 года, вместо отстраненного генерала А. В. Круглевского. Был участником Сибирского Ледяного похода. 12 февраля 1920 года был назначен временно исполняющим должность главного начальника снабжения 3-й армии Восточного фронта. 2 сентября 1920 года стал корпусным интендантом 3-го отдельного стрелкового корпуса Дальневосточной армии. Погиб во время взрыва бронепоезда на железнодорожной станции Борзя.
Семья
Большая семья Михаила Николаевича проживала в Гатчине, на Багговутовской улице, дом 65:
- жена Елизавета Васильевна Беляева (Польская) (15.02.1870-14.12.1942);
- дочь Елизавета Михайловна (1.12.1894-1981);
- дочь Александра Михайловна (9.03.1896-19.12.1937);
- дочь Софья Михайловна (17.06.1898-8.11.1968);
- сын историк Николай Михайлович Беляев (11.09.1899-23.12.1930);
- дочь Екатерина Михайловна (28.06.1901-25.05.1966);
- сын Сергей Михайлович (7.01.1903-1921);
- сын авиастроитель Михаил Михайлович Беляев (18.10.1904- 08.1957);
- сын Василий Михайлович (1.08.1908-3.06.1942);
- сын биолог Георгий Михайлович Беляев (29.09.1913-5.01.1995).

## Награды
Имел множество наград:
- Св. Станислава 2-й степени (1905);
- Св. Анны 2-й степени (1908);
- Св. Владимира 4-й степени (1911);
- Св. Владимира 3-й степени с мечами (ВП 01.1915);
- Георгиевское оружие (ВП 09.03.1915);
- мечи и бант к ордену Св. Владимира 4-й степени (ВП 01.05.1915);
- мечи и бант к ордену Св. Станислава 3-й степени (ВП 20.07.1915);
- мечи к ордену Св. Станислава 2-й степени (ПАФ 04.04.1917).